# Taça Latina de 1961
A Taça Latina de 1961 foi a 6ª edição da Taça Latina.
| País     | J | V | E | D | GM | GS | DG  | Pts |
| -------- | - | - | - | - | -- | -- | --- | --- |
| Portugal | 3 | 2 | 1 | 0 | 11 | 0  | 11  | 5   |
| Espanha  | 3 | 2 | 1 | 0 | 15 | 1  | 14  | 5   |
| Itália   | 3 | 1 | 0 | 2 | 8  | 14 | -6  | 2   |
| França   | 3 | 0 | 0 | 3 | 0  | 19 | -19 | 0   |

|          | Portugal | Espanha | Itália | França |
| -------- | -------- | ------- | ------ | ------ |
| Portugal |          | 0-0     | 6-0    | 5-0    |
| Espanha  |          |         | 8-1    | 7-0    |
| Itália   |          |         |        | 7-0    |
| França   |          |         |        |        |